# Hervé Nzelo-Lembi
Hervé Nzelo-Lembi, né le 25 août 1975 à Kinshasa, est un footballeur congolais. Il évoluait au poste de défenseur.
Il est également de nationalité belge. Il a remporté lors de son passage au FC Bruges, le Soulier d'ébène belge.

## Palmarès

### En Club
- Club Bruges KV (6) :
  - Champion de Jupiler Pro League en 1996 et 1998.
  - Vainqueur de la Supercoupe de Belgique  en 1996 et 1998.
  - Vainqueur de la Coupe de Belgique en 1996 et 2002.
  - Vice-Champion de Jupiler Pro League en 1997, 1999, 2000, 2001 et 2002.
  - Finaliste de la Supercoupe de Belgique  en 1995.
  - Finaliste de la Coupe de Belgique en 1998.

- 1. FC Kaiserslautern :
  - Finaliste de la DFB-Pokal en 2003.

### Individuelle
- Soulier d'ébène belge 2000.